# Zuidbultsterpolder
De Zuidbultsterpolder is een voormalig waterschap in de provincie Groningen. Ontleend aan hieraan is de naam aan het motorgemaal Zuidbulten.
Het schap lag ten zuiden van Wagenborgen. De noordgrens lag net ten zuiden van het dorp (de Hoogte), de zuidoostgrens lag bij het Hondshalstermaar, de zuidwestgrens bij de grens tussen de gemeentes Slochteren en Delfzijl en de noordwestgrens bij de Stolderijweg (N987) en de Hoofdweg. De molen van het waterschap stond in het noordoosten van de polder in het Bultstermaar, dat uitkwam in het Hondhalstermaar. 
De gronden werden bemalen sinds 1792 of 1793, het molencontract dateert van het jaar daarop. De molen, een achtkantige bovenkruier, werd in 1931 vervangen door een elektrisch gemaal en in 1932 gesloopt. 
Waterstaatkundig gezien ligt het gebied sinds 2000 binnen dat van het waterschap Hunze en Aa's.
De molenpolder is vermoedelijk genoemd naar een van de hoogten in Wagenborgen of naar opduikingen ten zuiden van het dorp. De Sudebult of Zuijdebult wordt genoemd vanaf 1616, naast de Voorste Bult, de Tweede Bult en de Euwersbult,